# Artabotrys taynguyenensis
Artabotrys taynguyenensis är en kirimojaväxtart som beskrevs av Nguyên Tiên Bân. Artabotrys taynguyenensis ingår i släktet Artabotrys och familjen kirimojaväxter. Inga underarter finns listade i Catalogue of Life.